# Predrag Rajković
 Predrag Rajković (en serbio: Предраг Рајковић; Negotin, Serbia Central, 31 de octubre de 1995) es un futbolista serbio que juega como portero en el Al-Ittihad Club de la Liga Profesional Saudí.

## Trayectoria

### Categorías inferiores
Nació el 31 de octubre de 1995 en Negotin, Serbia Central. Comenzó a formarse deportivamente a los 7 años de edad en el F.K. Hajduk Veljko junto con su padre Saša, quien también jugó como portero para ese equipo. Pasó bastantes años en el club hasta 2009, debido a que se trasladó hacia el F. K. Jagodina. Para los siguientes 4 años, participó en los divisiones inferiores del Jagodina y fue ascendido al primer equipo en la temporada 2011/12 de la SuperLiga de Serbia, y utilizó la camiseta número «45».

### F. K. Jagodina
En la temporada 2012/13, el entrenador Igor Bondžulić realizó varias modificaciones al equipo, y asignó la dorsal número «11» a Rajković, pero él eligió la «1». Aunque la decisión de Bondžulić fue la primera, Rajković se mantuvo firme a su elección por encima de otros futbolistas como Petar Jokić y Stevica Zdravković. Debutó oficialmente con el Jagodina el 9 de marzo de 2013, en un partido de liga contra el F. K. Partizan. Predrag tuvo que esperar hasta el final de la temporada para disputar su segundo partido ante el F.K. Smederevo.
Después de la salida del estratega Bondžulić, se asignó a Anđelko Đuričić como el nuevo director técnico del Jagodina. El primer partido de la temporada 2013/14, su club perdió ante el F. K. Napredak Kruševac. Posteriormente Mladen Dodić decidió brindar una oportunidad a Rajković por su buena actuación en el Campeonato Europeo Sub-19, competición que salió campeón. Al finalizar el campeonato (con solo 2 participaciones), el jugador fue contratado por el F.K. Crvena Zvezda Beograd.

### F. K. Crvena Zvezda Beograd
Rajković firmó un contrato por cuatro años con F. K. Crvena Zvezda Beograd el 28 de agosto de 2013, y tomó la dorsal número «95» por el año de su nacimiento. Mayoritariamente se mantuvo en la lista de reserva del director técnico Boban Bajković, y luchó por un lugar en el banquillo con Miloš Vesić. Su primer partido oficial se llevó a cabo contra el F. K. Vojvodina.
A pesar de las salidas de Bajković y Vesić, Rajković se encontró con más posibilidad de aparecer en el cuadro titular, pero Filip Manojlović y Marko Trkulja fueron traídos al equipo, este último llegó tras finalizar el préstamo con Spartak Subotica. La dirigencia del club decidió contratar a un guardameta más experimentado, el cual fue Damir Kahriman de cara a la temporada 2014/15. Debido a problemas administrativos, Rajković fue tomado en consideración. Se dio la salida de Nenad Milijaš, la suspensión de Nikola Mijailović, la lesión de Aleksandar Luković, y el conflicto de contrato con Darko Lazović, por lo que el entrenador Nenad Lalatović decidió otorgar la capitanía a Rajković. Al final de la competición, Predrag participó durante 28 partidos y recibió el premio como mejor portero de la temporada.

## Selección nacional

### Categorías inferiores
Ha representado la selecciones inferiores de Serbia en las categorías sub-16 y sub-17.
Posteriormente participó con la escuadra sub-19 en el Campeonato Europeo en 2013, competición donde obtuvo grandes intervenciones y detuvo penales, además, salió campeón del torneo.
Para el año 2015 lideró al equipo sub-20 en la Copa Mundial de 2015 tras ser asignado como capitán. Clasificaron a octavos de final y obtuvieron el primer lugar del grupo D. Serbia derrotó a Hungría en la primera instancia. Luego, en los cuartos de final, detuvo dos penales y ganó el pase a semifinales tras vencer a Estados Unidos. Después vencieron a Malí en semifinales, donde se obtuvo la primera clasificación a la final de un campeonato mundial. Por último, Rajković fue uno de los jugadores más importantes del partido, realizando importantes intervenciones que impidieron el gol de Brasil. Al final el resultado acabó 1-2 a favor de los Serbios, y Predrag obtuvo su primer título del mundo, y además recibió el guante de oro como mejor portero.
El entrenador Radovan Ćurčić, convocó al jugador para disputar un partido amistoso con la selección sub-21 contra Israel el 6 de febrero de 2013.

### Selección absoluta
Rajković fue llamado por el estratega de la selección de Serbia Siniša Mihajlović. Debutó oficialmente con la escuadra absoluta el 7 de agosto de 2013, en un encuentro ante la selección colombiana.

### Participaciones en Copas del Mundo
| Mundial                        | Sede  | Resultados     | Partidos | Goles |
| ------------------------------ | ----- | -------------- | -------- | ----- |
| Copa Mundial de Fútbol de 2018 | Rusia | Fase de grupos | 0        | 0     |
| Copa Mundial de Fútbol de 2022 | Catar | Fase de grupos | 0        | 0     |

### Participaciones en Eurocopas
| Copa          | Sede     | Resultado    | Partidos | Goles |
| ------------- | -------- | ------------ | -------- | ----- |
| Eurocopa 2024 | Alemania | Primera fase | 3        | 0     |

## Clubes
| Club                      | País           | Año     |
| ------------------------- | -------------- | ------- |
| F. K. Jagodina            | Serbia         | 2012-13 |
| Estrella Roja de Belgrado | Serbia         | 2013-15 |
| Maccabi Tel Aviv F. C.    | Israel         | 2015-19 |
| Stade de Reims            | Francia        | 2019-22 |
| R. C. D. Mallorca         | España         | 2022-24 |
| Al-Ittihad Club           | Arabia Saudita | 2024-   |

## Palmarés

### Campeonatos nacionales
| Título                    | Club                      | País           | Año  |
| ------------------------- | ------------------------- | -------------- | ---- |
| Copa de Serbia            | F. K. Jagodina            | Serbia         | 2013 |
| Superliga de Serbia       | Estrella Roja de Belgrado | Serbia         | 2014 |
| Copa Toto Al              | Maccabi Tel Aviv F. C.    | Israel         | 2018 |
| Copa Toto Al              | Maccabi Tel Aviv F. C.    | Israel         | 2019 |
| Liga Premier de Israel    | Maccabi Tel Aviv F. C.    | Israel         | 2019 |
| Liga Profesional Saudí    | Al-Ittihad Club           | Arabia Saudita | 2025 |
| Copa del Rey de Campeones | Al-Ittihad Club           | Arabia Saudita | 2025 |

### Campeonatos internacionales
| Título                    | Club (*)                   | País          | Año  |
| ------------------------- | -------------------------- | ------------- | ---- |
| Campeonato Europeo Sub-19 | Selección sub-19 de Serbia | Lituania      | 2013 |
| Copa Mundial Sub-20       | Selección sub-20 de Serbia | Nueva Zelanda | 2015 |

(*) Incluyendo la selección.

### Galardones individuales
| Distinción                              | Año  |
| --------------------------------------- | ---- |
| Mejor Atleta Joven de Serbia            | 2013 |
| Guante de Oro de la Copa Mundial Sub-20 | 2015 |